# Исторические столицы Китая

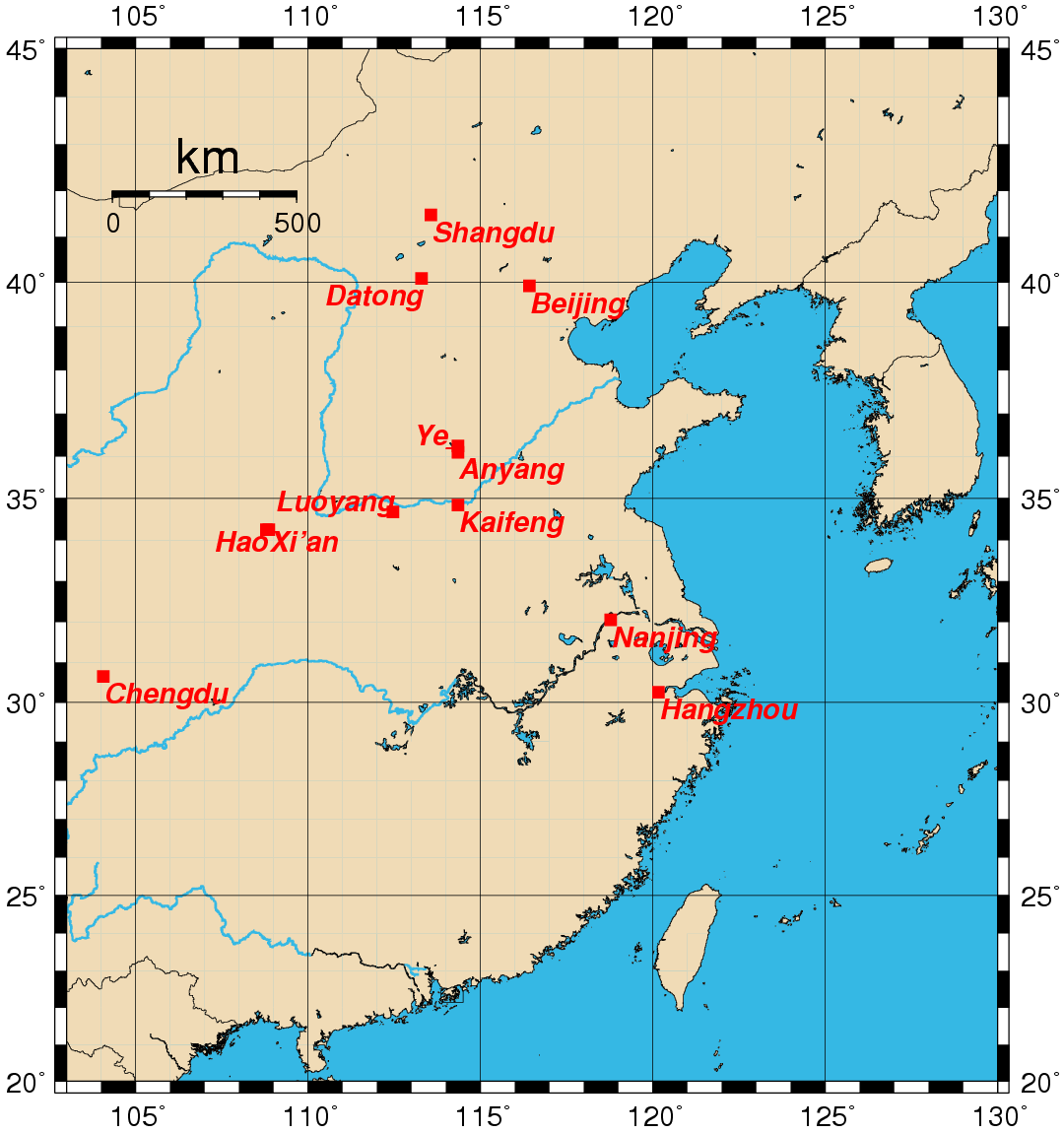
Исторические столицы (до XX века)

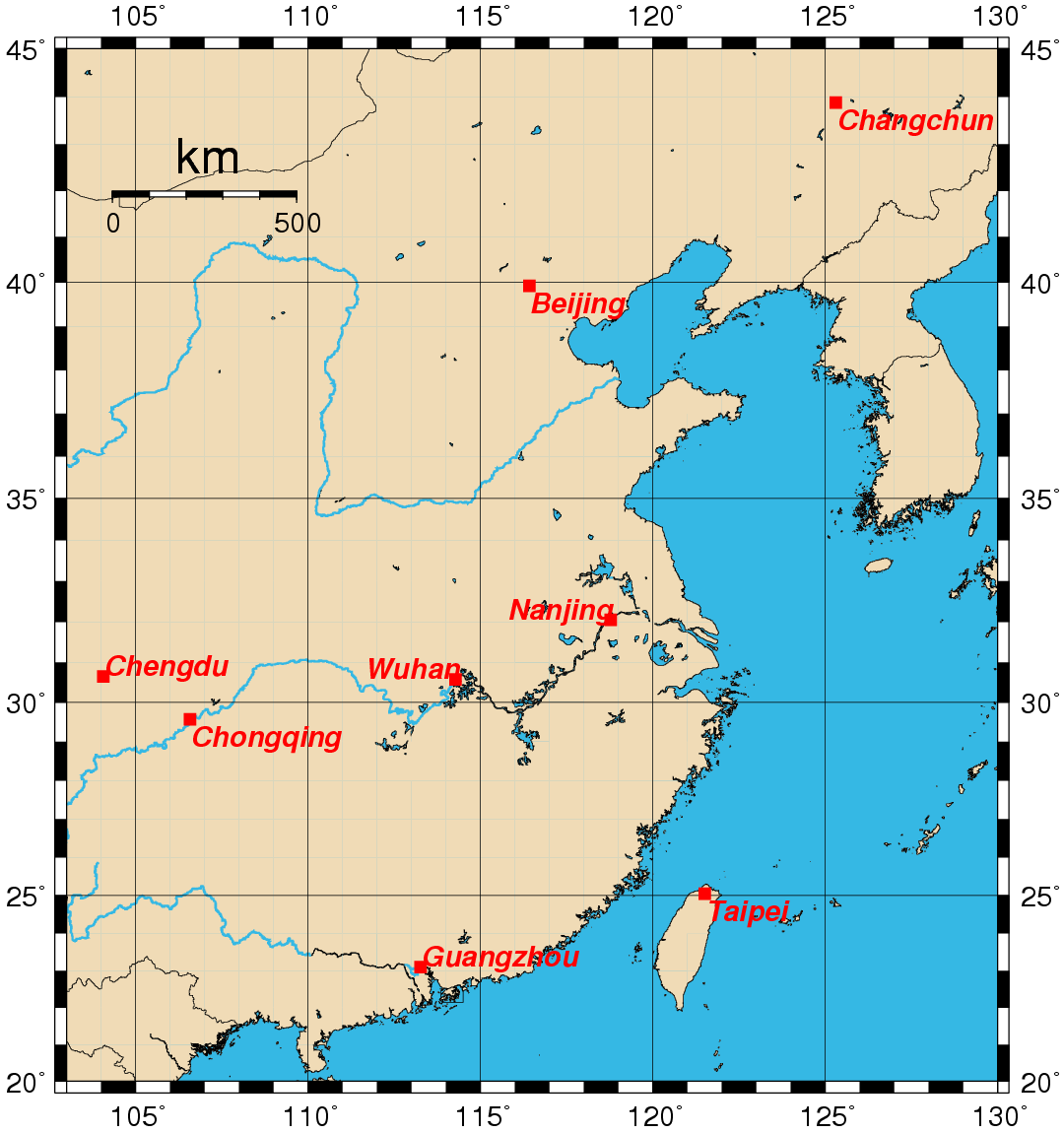
Исторические столицы (с XX века)

В традиционной китайской историографии признавались четыре великие древние столицы: Пекин (империя Юань, империя Мин, империя Цин и Китайская Народная Республика), Нанкин (империя Мин и Китайская Республика), Чанъань (совр. Сиань, империи Чжоу, Цинь, Хань, Суй, Тан) и Лоян (поздняя Хань, Вэй, Цзинь). Названия «Пекин» и «Нанкин» означают «Северная столица» и «Южная столица» соответственно.
В XX веке список был расширен до семи городов путём добавления Кайфэна (столицы империи Сун), Ханчжоу (столицы империи Южная Сун) и Аньяна (столицы протогосударства Шан).